# Sad Happy
Sad Happy è il quarto album in studio del gruppo musicale britannico Circa Waves, pubblicato nel 2020.

## Tracce
1. Jacqueline – 2:42
2. Be Your Drug – 2:28
3. Move to San Francisco – 3:01
4. Wasted on You – 3:10
5. The Things We Knew Last Night – 3:28
6. Call Your Name – 3:11
7. Love You More – 3:43
8. Sad Happy – 3:41
9. Wake Up Call – 2:53
10. Sympathy – 2:55
11. Battered & Bruised – 2:23
12. Hope There's a Heaven – 3:50
13. Train to Lime Street – 1:45
14. Birthday Cake – 4:22